# نور عثمان محمد
نور عثمان محمد مواطن سوداني اعتقل سابقًا في معتقل غوانتانامو الأمريكي في كوبا. ولد نور في كسلا بالسودان. 

## الاعتقال
نور عثمان محمد هو مواطن سوداني، عمل في معسكر خلدان في أفغانستان في منتصف التسعينات، حتى تم إغلاقه في عام 2000. حيث كان مسؤولًا عن جمع وتوزيع لوازم المخيم، مثل الغذاء والماء والحطب. وقد أنكر العضوية في تنظيم القاعدة أو حركة طالبان، وأنه كان يعمل بشكل مستقل. تم الإفراج عنه وإرساله إلى السودان في 19 ديسمبر 2013.

## وصلات خارجية
- حقوق الإنسان أولا؛ قضية نور عثمان محمد السوداني.
- اللجنة العسكرية في غوانتانامو، نور عثمان محمد 22 سبتمبر 2010.